# Gries am Brenner
Gries am Brenner är en ort och kommun i distriktet Innsbruck-Land i förbundslandet Tyrolen i Österrike. Kommunen har 1 360 invånare (2024). Den gränsar i söder mot Brenner i italienska Sydtyrolen.